# Selección de fútbol sub-17 de Egipto
La Selección de fútbol sub-17 de Egipto (en árabe: منتخب مصر الوطني تحت 17 سنة‎), conocida también como la Selección infantil de fútbol de Egipto o Los Faraones (en árabe: الفراعنة‎), es el equipo que representa al país en la Copa Mundial de Fútbol Sub-17 y en el Campeonato Africano Sub-17, y es controlada por la Federación Egipcia de Fútbol.

## Palmarés
- Campeonato Africano Sub-17: 1

 Campeón (1): 1997

## Estadísticas

### Campeonato Africano Sub-17
| Récord | Récord             | Récord             | Récord             | Récord             | Récord             | Récord             | Récord             | Récord |
| Año    | Ronda              | J                  | G                  | E                  | P                  | GF                 | GC                 |        |
| ------ | ------------------ | ------------------ | ------------------ | ------------------ | ------------------ | ------------------ | ------------------ | ------ |
| 1995   | No participó       | No participó       | No participó       | No participó       | No participó       | No participó       | No participó       |        |
| 1997   | Campeón            | 5                  | 4                  | 1                  | 0                  | 6                  | 0                  |        |
| 1999   | No participó       | No participó       | No participó       | No participó       | No participó       | No participó       | No participó       |        |
| 2001   | No participó       | No participó       | No participó       | No participó       | No participó       | No participó       | No participó       |        |
| 2003   | 4.º Lugar          | 5                  | 2                  | 1                  | 2                  | 4                  | 5                  |        |
| 2005   | Abandonó el torneo | Abandonó el torneo | Abandonó el torneo | Abandonó el torneo | Abandonó el torneo | Abandonó el torneo | Abandonó el torneo |        |
| 2007   | No clasificó       | No clasificó       | No clasificó       | No clasificó       | No clasificó       | No clasificó       | No clasificó       |        |
| 2009   | No participó       | No participó       | No participó       | No participó       | No participó       | No participó       | No participó       |        |
| 2011   | Fase de grupos     | 3                  | 1                  | 0                  | 2                  | 2                  | 6                  |        |
| 2013   | Abandonó el torneo | Abandonó el torneo | Abandonó el torneo | Abandonó el torneo | Abandonó el torneo | Abandonó el torneo | Abandonó el torneo |        |
| 2015   | No clasificó       | No clasificó       | No clasificó       | No clasificó       | No clasificó       | No clasificó       | No clasificó       |        |
| 2017   | No clasificó       | No clasificó       | No clasificó       | No clasificó       | No clasificó       | No clasificó       | No clasificó       |        |
| 2019   | No clasificó       | No clasificó       | No clasificó       | No clasificó       | No clasificó       | No clasificó       | No clasificó       |        |
| 2023   | No clasificó       | No clasificó       | No clasificó       | No clasificó       | No clasificó       | No clasificó       | No clasificó       |        |
| Total  | 3/14               | 13                 | 7                  | 2                  | 4                  | 12                 | 11                 |        |

### Mundial Sub-17
| Récord | Récord           | Récord       | Récord       | Récord       | Récord       | Récord       | Récord       | Récord |
| Año    | Ronda            | J            | G            | E            | P            | GF           | GC           |        |
| ------ | ---------------- | ------------ | ------------ | ------------ | ------------ | ------------ | ------------ | ------ |
| 1985   | No clasificó     | No clasificó | No clasificó | No clasificó | No clasificó | No clasificó | No clasificó |        |
| 1987   | Fase de grupos   | 3            | 1            | 0            | 2            | 3            | 2            |        |
| 1989   | No clasificó     | No clasificó | No clasificó | No clasificó | No clasificó | No clasificó | No clasificó |        |
| 1991   | No clasificó     | No clasificó | No clasificó | No clasificó | No clasificó | No clasificó | No clasificó |        |
| 1993   | No clasificó     | No clasificó | No clasificó | No clasificó | No clasificó | No clasificó | No clasificó |        |
| 1995   | No clasificó     | No clasificó | No clasificó | No clasificó | No clasificó | No clasificó | No clasificó |        |
| 1997   | Cuartos de final | 4            | 1            | 2            | 1            | 6            | 6            |        |
| 1999   | No clasificó     | No clasificó | No clasificó | No clasificó | No clasificó | No clasificó | No clasificó |        |
| 2001   | No clasificó     | No clasificó | No clasificó | No clasificó | No clasificó | No clasificó | No clasificó |        |
| 2003   | No clasificó     | No clasificó | No clasificó | No clasificó | No clasificó | No clasificó | No clasificó |        |
| 2005   | No clasificó     | No clasificó | No clasificó | No clasificó | No clasificó | No clasificó | No clasificó |        |
| 2007   | No clasificó     | No clasificó | No clasificó | No clasificó | No clasificó | No clasificó | No clasificó |        |
| 2009   | No clasificó     | No clasificó | No clasificó | No clasificó | No clasificó | No clasificó | No clasificó |        |
| 2011   | No clasificó     | No clasificó | No clasificó | No clasificó | No clasificó | No clasificó | No clasificó |        |
| 2013   | No clasificó     | No clasificó | No clasificó | No clasificó | No clasificó | No clasificó | No clasificó |        |
| 2015   | No clasificó     | No clasificó | No clasificó | No clasificó | No clasificó | No clasificó | No clasificó |        |
| 2017   | No clasificó     | No clasificó | No clasificó | No clasificó | No clasificó | No clasificó | No clasificó |        |
| 2019   | No clasificó     | No clasificó | No clasificó | No clasificó | No clasificó | No clasificó | No clasificó |        |
| 2023   | No clasificó     | No clasificó | No clasificó | No clasificó | No clasificó | No clasificó | No clasificó |        |
| Total  | 2/19             | 7            | 2            | 2            | 3            | 9            | 8            |        |